# Olivier Franc

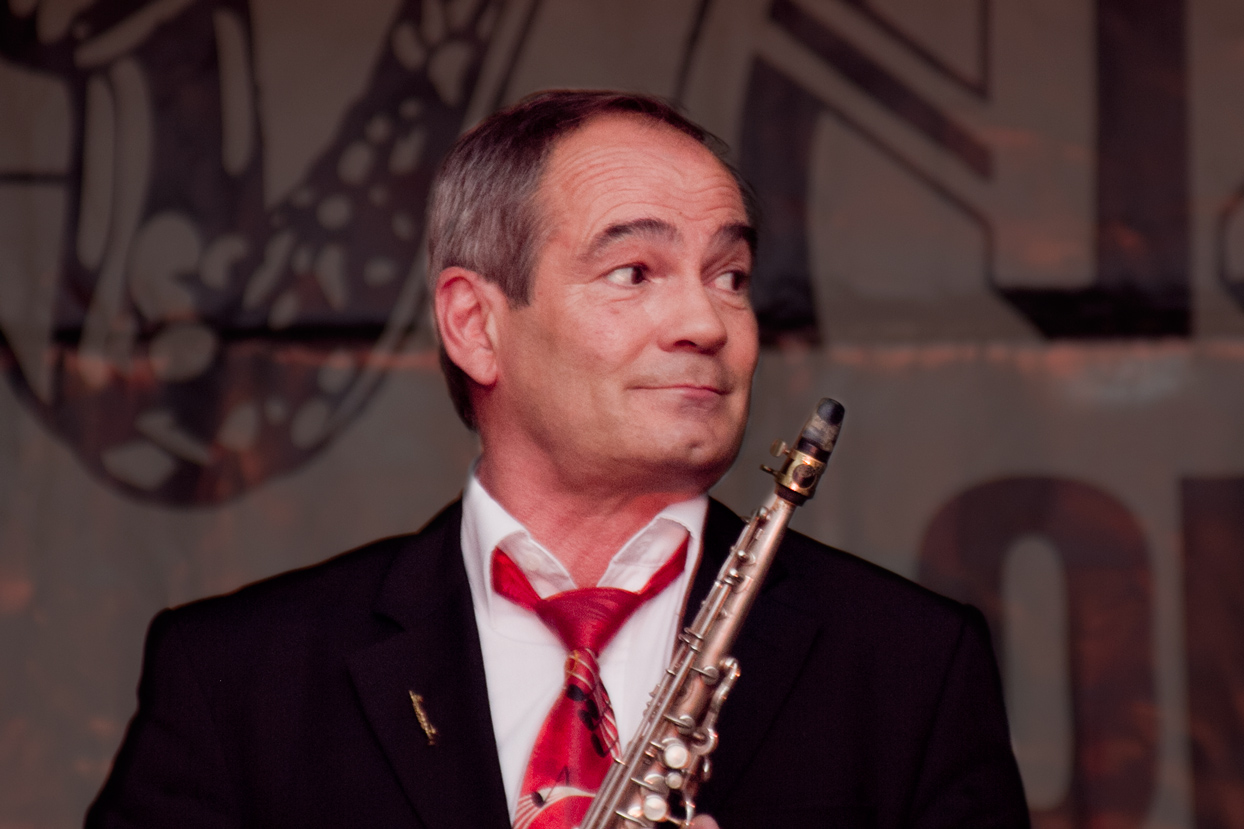
Olivier Franc, 2011

Olivier Franc (* 30. Oktober 1953) ist ein französischer Jazzmusiker, Sopransaxophonist und Bandleader des traditionellen Jazz.

## Leben und Wirken
Franc der Sohn des Klarinettisten René Franc, der lange Zeit Sidney Bechet begleitete, begann seine Karriere in den frühen 1970er Jahren. 1974 spielte er im Orchester Gilbert Leroux. 1975 trat er in der Band seines Vaters auf, mit dem er mehrere Tourneen in Deutschland machte. 1976 gründete er seine eigene Band. Eine gemeinsame Tournee mit Oscar Peterson und Claude Luter 1978 brachte ihm in Frankreich große Popularität. Mittlerweile pflegt seine Band, mit der er sich international präsentierte, vor allem das Repertoire von Bechet. Weiterhin konzertierte er auch mit dem Sextett von Wynton Marsalis und Bob Wilber sowie mit dem Quintett von Bechets Sohn, Daniel-Sidney Bechet, mit Poumy Arnaud und mit dem International Trio (um Reimer von Essen und Trevor Richards mit David Boeddinghouse). Zwischen 1976 und 2016 war er an 46 Aufnahmen von Jazzalben beteiligt. Franc gilt als weltweit führender Interpret der Musik Sidney Bechets.

## Preise und Auszeichnungen
Franc wurde mit dem Prix Sidney Bechet für das Jahr 1978 ausgezeichnet. Für seine Alben Swing Folies und Ellington Mood erhielt er 1997 bzw. 2012 den Prix Musiciens Français du Hot Club de France.  Seit 2006 spielt er das Sopransaxophon von Bechet, das ein Fan für ihn ersteigerte.

## Diskographie (Auswahl)
- 1981: Aufnahmen als Gast des International Trio mit Art Hodes, Red Richards und Ralph Sutton